# منطقة برات
منطقة برات (بالألبانية: Rrethi i Beratit) هي واحدة من ستة وثلاثين منطقة تقع في ألبانيا وهي جزء من مقاطعة بيرات. يقدر عدد سكانها بـ 117,066 نسمة ومساحتها 939 كم2 .